# Vienna Independent Shorts

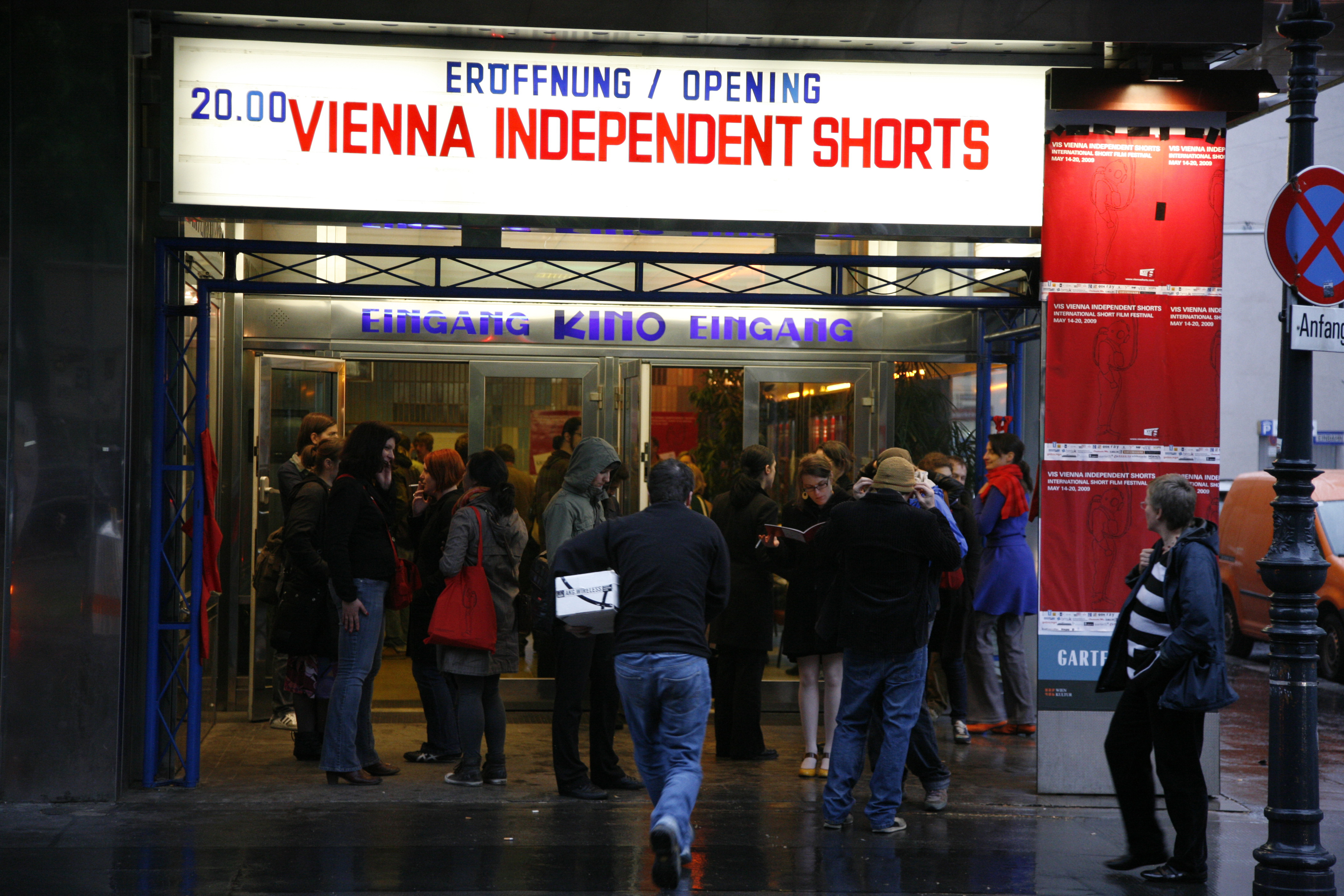
Vienna Independent Shorts 2009

Vienna Independent Shorts (VIS) je největší festival krátkého filmu v Rakousku.
Vienna Independent Shorts je pořádán od roku 2004. Festival se koná každoročně koncem května v Vídeň. Přijímány jsou krátké filmy do 30 min. Od roku 2005 byla udělena cena Golden Shorts.
Kategorizace:
- hraný film
- komedie, satira
- experimentální film
- dokumentární film
- animovaný film
- hudební klip

Festival je pořádán nezávislou organizací Independent Cinema.